# Sri Lanka en los Juegos Olímpicos de Los Ángeles 1984
Sri Lanka estuvo representada en los Juegos Olímpicos de Los Ángeles 1984 por cuatro deportistas masculinos que compitieron en tres deportes.
El portador de la bandera en la ceremonia de apertura fue el regatista Lalin Jirasinha. El equipo olímpico esrilanqués no obtuvo ninguna medalla en estos Juegos.